# The Wolves
Palmarès
2 fois ROH World Champion - Edwards (1) et Richards (1) 
2 fois ROH World Tag Team Champions
5 fois TNA World Tag Team Champions
2 fois TNA X Division Champion - Edwards (2) 
1 fois TNA World Heavyweight Champion - Edwards (1) 
1 fois 2CW Tag Team Champions
Survival of the Fittest (2010) – Edwards
The Wolves aussi connu sous le nom de The American Wolves était une équipe de catch composée de Davey Richards et Eddie Edwards et ont remporté ensemble à deux reprises le championnat du monde par équipe de la Ring of Honor ainsi que le championnat du monde par équipe de la Total Nonstop Action Wrestling.

## Carrière

### Ring of Honor (2008-2013)

#### Reformation (2012–2013)
Lors de Death Before Dishonor XI, ils perdent contre les Forever Hooligans et ne remportent pas les IWGP Junior Heavyweight Tag Team Championship de la New Japan Pro Wrestling

### Passage à la World Wrestling Entertainment (2013)
Fin août 2013, Edwards et Richards ont commencé à s'entraîner au Performance Center, le centre d'entraînement de la World Wrestling Entertainment (WWE) pour passer une audition. Cependant ils ne participent qu'à un seul match sous le nom de The American Pitbulls au sein de la compagnie lors de l'enregistrement de NXT du 18 décembre où ils perdent face aux champions par équipe de la NXT The Ascension (Konor O'Brian et Rick Viktor) et en janvier 2014 le duo a été remercié et l'une des raisons invoqué est lié à leurs mensurations car selon Triple H (un des vices président de la WWE) la NXT a assez de catcheurs de petite taille,.

### Total Nonstop Action Wrestling (2014-2017)

#### Alliance avec MVP et Champions par équipe (2014-2017)
Ils font leurs débuts lors de Genesis (2014) lors d'un meeting backstage avec la présidente de la TNA, Dixie Carter. Elle introduit les Wolves comme une équipe de qualité internationale et leur offre un match d'essai ceux à quoi Eddie et Davey lui répondent qu'ils ont déjà signé un contrat le matin même et ceux avec le nouvel investisseur de la TNA .Le 30 janvier, les Wolves sont convoqués par le conseiller personnel de Dixie Carter, l'anglais Rockstar Spud. Ce dernier veut savoir qui est l'investisseur et une altercation éclate entre les trois hommes, altercation qui se termine par un passage à tabac de Spud. Les Wolfves profitant de l'occasion pour exposer leur talent au public exigeant de la TNA. Plus tard dans la soirée, après le combat vedette, les Wolves apparaissent en haut de la rampe et une musique retenti; c'est celle du nouvel investisseur qui s'avère être MVP.
Lors de l'édition d'Impact Wrestling du 13 février 2014 ils font leurs débuts officiels sur un ring de la TNA en équipe avec Samoa Joe et ils battent Zema Ion et The BroMans (Jessie Godderz et Robbie E) pour leur premier match. Le 20 février ils battent Bad Influence (Christopher Daniels et Kazarian). Le 23 février, lors d'un house show de la TNA, ils battent les BroMans et remportent les TNA World Tag Team Championship mais une semaine plus tard, lors du One Night Only Outbreak, ils perdent leurs titres face aux BroMans. Lors de Sacrifice ils battent les BroMans et remportent les TNA World Tag Team Championship pour la deuxième fois. À Destination X ils battent The Hardys (Matt Hardy & Jeff Hardy) et conservent leurs ceintures par équipe. Le 6 juillet, lors d'un show de la Wrestle-1, ils conservent leur titres contre Junior Stars (Minoru Tanaka et Koji Kanemoto),. Lors de l' impact Wrestling du 12 novembre 2014, ils perdent leur titres contre The Revolution (Abyss et James Storm). Lors de l' impact Wrestling du 6 mars 2015, ils battent Abyss et James Storm et remportent les TNA World Tag Team Championship pour la troisième fois. Après qu'Edwards se soit cassé le talon en février 2015, ils rendent les titres vacants le 13 mars 2015.
À leur retour, ils affrontent The Dirty Heels (Austin Aries et Bobby Roode) dans un Best of 5 Series matches pour les TNA World Tag Team Championship. Les Wolves ont remporté les 2 premiers matches et les Dirty Heels ont gagné les deux suivants. lors de Slammiversary, Davey Richards perd contre Austin Aries. Donc Aries a choisi la stipulation pour le dernier match de la série, un 30 minutes tag team iron man match. Lors de l' impact Wrestling du 1er juillet 2015, ils battent The Dirty Heels et remportent les TNA World Tag Team Championship pour la quatrième fois. Avec cette victoire, les Wolves partage avec la Beer Money, Inc. le record de la plupart des règnes, avec quatre règnes. Lors de l' impact Wrestling du 2 septembre 2015, ils perdent les titres contre Brian Myers et Trevor Lee. Lors de l' impact Wrestling du 9 septembre 2015, ils battent Brian Myers et Trevor Lee et remportent les TNA World Tag Team Championship pour la cinquième fois. Lors de Bound for Glory (2015), ils conservent leur titres contre Brian Myers et Trevor Lee. Lors du show Xplosion du 13 février, ils conservent leur titres contre Mandrews et Will Ospreay. Lors de l' impact Wrestling du 16 février, ils conservent leur titres contre The Decay (Abyss et Crazzy Steve) dans un Monster's Ball match. Lors de l'édition d'Impact Wrestling du 8 mars 2016, ils perdent les titres contre Beer Money, Inc. (James Storm et Bobby Roode).

#### Heel-Turnde Davey Richards et fin de l'équipe (2017)
Lors de l'Impact Wrestling du 9 février 2017, Eddie Edwards affronte Lashley dans un match pour le TNA World Heavyweight Championship (Si Eddie Edwards perd, il n'aurait plus de chance pour le titre tant que Lashley est champion). Durant le match, alors qu'Eddie Edwards allait gagner, Davey Richards tire l'arbitre en bas de ring pendant le tombé et ordonne à Angelina Love (sa compagne) de frapper la femme de Eddie Edwards. Cela suffit à distraire Eddie qui perd contre Lashley. Après le match, Davey Richards l'attaque violemment en l'etranglant avec une ceinture sous les yeux de sa femme, lui faisant faire un Heel-Turn et marquant la fin des Wolves

## Caractéristiques
- Prise de finition
  - Hammer of the Gods (Double foot stomp)
  - Elevated cutter

- Managers
  - Larry Sweeney
  - Sara Del Rey
  - Shane Hagadorn

- Thèmes Musicaux

| Thème d'entrée              | Compositeur                      | Période   | Fédération(s) |
| --------------------------- | -------------------------------- | --------- | ------------- |
| Rime of the Ancient Mariner | Iron Maiden                      | 2009      | ROH           |
| Clutch                      | Barrie Gledden et Andrew Peacock | 2009-2013 | ROH           |
| Agression                   | Rogerio Maudonnet                | 2013      | NXT           |
| Force of Nature             | Dale Oliver                      | 2014-...  | TNA           |

## Palmarès
- Ring of Honor
  - 2 fois ROH World Championship - Eddie Edwards (1) et Davey Richards (1)
  - 1 fois ROH World Television Championship - Eddie Edwards
  - 2 fois ROH World Tag Team Championship
  - Survival of the Fittest (2010) – Eddie Edwards

- Squared Circle Wrestling
  - 1 fois 2CW Tag Team Champions

- Total Nonstop Action Wrestling
  - 1 fois TNA World Heavyweight Champion - Eddie Edwards (1)
  - 5 fois TNA World Tag Team Champions
  - 2 fois TNA X Division Champion - Eddie Edwards (2)

- Wrestling Superstars
  - 1 fois WS Tag Team Champions